# Li Yong

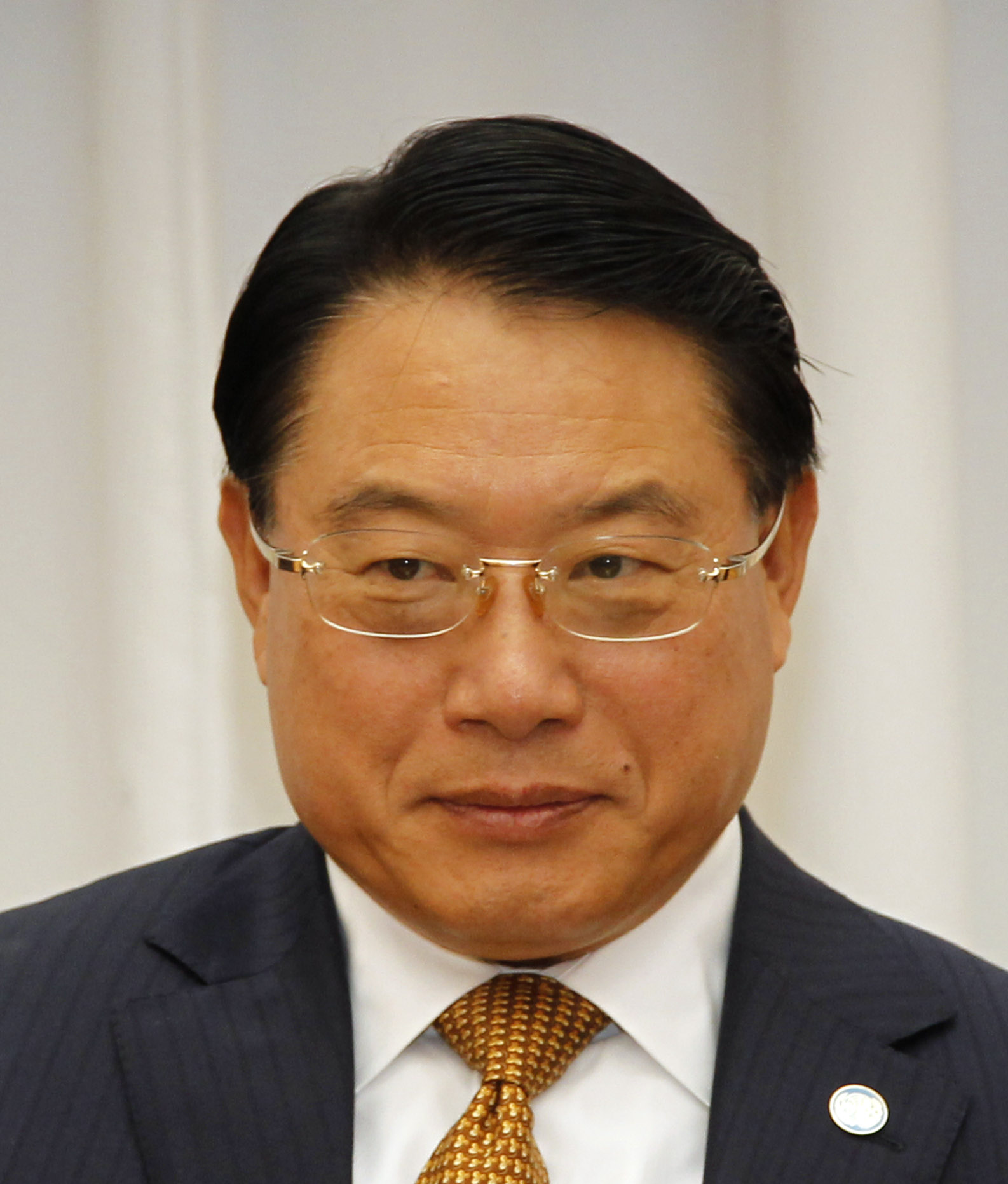
Li Yong (2016)

Li Yong (chinesisch 李勇, Pinyin Lǐ Yǒng; * Oktober 1951 in Jining, Shandong) ist ein chinesischer Politiker. Er war stellvertretender Finanzminister der Volksrepublik China und von 2013 bis 2021 Generaldirektor der Organisation der Vereinten Nationen für industrielle Entwicklung (UNIDO).

## Herkunft und Ausbildung
Li Yong wurde 1951 im ostchinesischen Jining als Sohn han-chinesischer Eltern geboren. 1973 trat er in die Kommunistische Partei Chinas ein. Im selben Jahr schloss er sein Studium am Forschungsinstitut für Finanzwissenschaften des chinesischen Finanzministerium mit einem Master  in Wirtschaftswissenschaften ab.

## Karriere
Von 1985 bis 1988 war Li Yong in der Gesandtschaft Chinas bei den Vereinten Nationen tätig. 1989 wurde er Direktor in der Weltbank-Abteilung im chinesischen Finanzministerium. Im Folgejahr war er als Berater bei der Weltbank tätig. Danach übernahm in der Weltbankabteilung des Finanzministeriums den Posten des Generaldirektors, ab 1996 bis 1998 war er Exekutivdirektor.
1999 wurde er Generalsekretär des chinesischen Wirtschaftsprüfer-Instituts und ab 2000 gleichzeitig Assistenzminister im Finanzministerium, 2003 wurde er zum Vizeminister ernannt. Schwerpunkt seiner Arbeit war die Eindämmung der Inflation durch Förderung der landwirtschaftlichen Produktion. 2006 veröffentlichte er ein Prognose zum Wertverlust des US-Dollars um 25 %, was zu einer Diskussion um die Bildung eines Asiatischen Währungsindexes (ACU) führte, der eine Beurteilungsgrundlage für asiatische Währungen ermöglichen sollte.
2013 wurde Li als Nachfolger von Kandeh Yumkella zum Generaldirektor der Organisation der Vereinten Nationen für industrielle Entwicklung  (UNIDO) gewählt und 2017 in seinem Amt bestätigt. Im Dezember 2021 folgte ihm der Deutsche Gerd Müller nach.

## Andere Tätigkeitsfelder
Li Yong ist Mitglied im Netzwerk International Gender Champions (IGC), das sich für Geschlechtergerechtigkeit auch in internationalen Organisationen einsetzt.